# Great Eastern Main Line
Pour les articles homonymes, voir Great Eastern.
La Great Eastern Main Line est une ligne ferroviaire de 184,3 km sur le système ferroviaire britannique qui relie la gare de Liverpool Street dans le centre de Londres avec des destinations dans l'est de Londres et dans l'Est de l'Angleterre, telles Shenfield (en), Chelmsford, Colchester, Ipswich et Norwich. 
Ses nombreuses succursales relient également la ligne principale à Southminster, Braintree, Sudbury, Harwich et un certain nombre de villes côtières comme Southend-on-Sea, Clacton-on-Sea, Walton-on-the-Naze et Lowestoft.